# Фудбалски савез Сент Винсента и Гренадина
Фудбалски савез Сент Винсента и Гренадина (енгл. Saint Vincent and the Grenadines Football Federation (SVGFF)) је управно тело фудбала у острвској држави Сент Винсент и Гренадини. Савез је снован 1979. године, али је тек 1988. стекла право на чланство у ФИФА.  Тренутно са седиштем у Кингстауну, надгледа све аспекте фудбала у Сент Винсенту и Гренадинима, укључујући  мушку фудбалску репрезентацију Сент Винсента и Гренадина и женску репрезентацију и СВГФФ Премијер лигу.

## Достигнућа
- Светско првенство у фудбалу

Учешћа: Нема
- Конкакафов златни куп

Учешћа: 1996.